# Анестетіс
Анесте́тіс (лат. Anaesthetis Mulsant, 1839)  — рід жуків з родини вусачів, що налічує близько 10-ти видів.

## Види
- Анестетіс мінливий (Anaesthetis testacea (Fabricius, 1781)